# Вале Авелана (Пезаро и Урбино)
Вале Авелана је насеље у Италији у округу Пезаро и Урбино, региону Марке.
Према процени из 2011. у насељу је живело 32 становника. Насеље се налази на надморској висини од 358 м.